# 1911-es indianapolisi 500

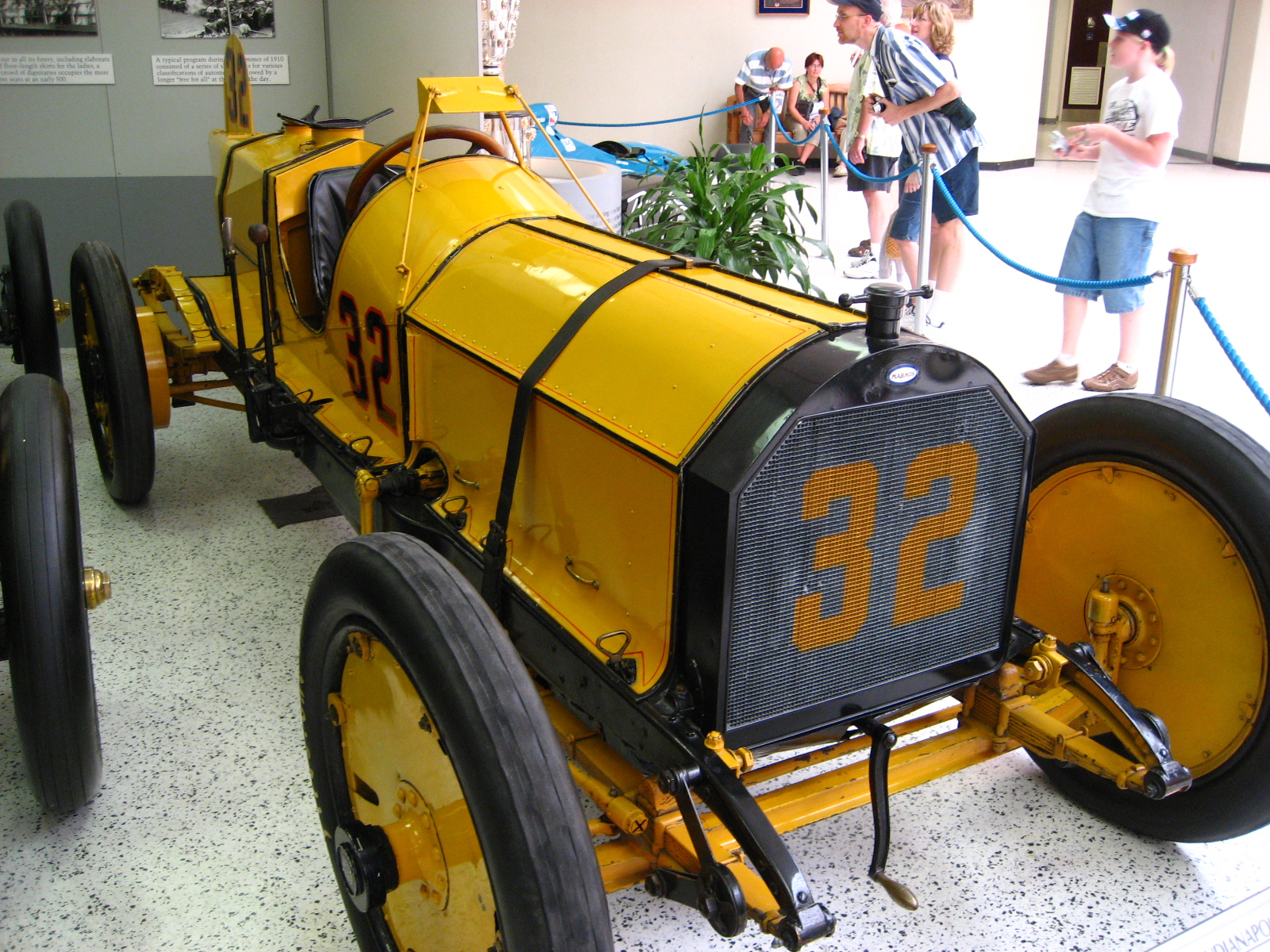
Első versenyautók egyike

Az első Indy 500-as versenyt 1911. május 30-án rendezték meg, ami még a mai napig is népszerű Indy-versenysorozatok egyik őse. A pálya cserepekből illetve téglákból volt kirakva, éles, derékszögű kanyarokkal.

## Futam
| Helyezés | Rajtszám | Versenyző            | Autó               | Autógyár                             | Alváz              | Motor              | Hengerek | Hengerűr-tart. (köbcol / L) | Szín                    | Előfutam seb. (mph / km/h) | Rank | Start pozíció | Vezető körök száma | Lefutott körök száma | Idő                | Sebesség (mph / km/h) | Eredmény                 | Pénznyeremény (amerikai dollár) |
| -------- | -------- | -------------------- | ------------------ | ------------------------------------ | ------------------ | ------------------ | -------- | --------------------------- | ----------------------- | -------------------------- | ---- | ------------- | ------------------ | -------------------- | ------------------ | --------------------- | ------------------------ | ------------------------------- |
| 1        | 32       | Ray Harroun**        | Marmon "Wasp"      | Nordyke & Marmon Company             | Marmon             | Marmon             | 6        | 477 / 7,82                  | sárga / fekete          | nem teljesítette           | 28   | 28            | 88                 | 200                  | 6:42:08            | 74,602 / 120,060      | célbaért                 | 14 250                          |
| 2        | 33       | Ralph Mulford        | Lozier             | Lozier Motor Company                 | Lozier             | Lozier             | 4        | 544 / 8,91                  | fehér                   | nem teljesítette           | 29   | 29            | 10                 | 200                  | 6:43:51 +0:01:43   | 74,285 / 119,550      | célbaért                 | 5200                            |
| 3        | 28       | David L. Bruce-Brown | Fiat               | E. E. Hewlett                        | Fiat               | Fiat               | 4        | 589 / 9,65                  | barna / fehér           | nem teljesítette           | 25   | 25            | 81                 | 200                  | 6:52:29 +0:10:21   | 72,730 / 117,048      | célbaért                 | 3250                            |
| 4        | 11       | Spencer Wishart      | Mercedes           | Spencer Wishart                      | Mercedes           | Mercedes           | 4        | 583 / 9,55                  | szürke                  | nem teljesítette           | 11   | 11            | 5                  | 200                  | 6:52:57 +0:10:49   | 72,648 / 116,916      | célbaért                 | 2350                            |
| 5        | 31       | Joe Dawson           | Marmon             | Nordyke & Marmon Company             | Marmon             | Marmon             | 4        | 495 / 8,11                  | sárga / fekete          | nem teljesítette           | 27   | 27            | 0                  | 200                  | 6:54:34 +0:12:26   | 72,365 / 116,460      | célbaért                 | 1500                            |
| 6        | 2        | †1 Ralph DePalma     | Simplex            | Simplex Automobile Company           | Simplex            | Simplex            | 4        | 597 / 9,78                  | piros / fehér           | nem teljesítette           | 2    | 2             | 4                  | 200                  | 7:02:02 +0:19:54   | 71,084 / 114,399      | célbaért                 | 1000                            |
| 7        | 20       | Charlie Merz         | National           | National Motor Vehicle Company       | National           | National           | 4        | 447 / 7,33                  | kék / fehér             | nem teljesítette           | 18   | 18            | 0                  | 200                  | 7:06:20 +0:24:12   | 70,367 / 113,245      | célbaért                 | 800                             |
| 8        | 12       | W. H. Turner         | Amplex             | Simplex Automobile Company           | Amplex             | Amplex             | 4        | 443 / 7,26                  | piros                   | nem teljesítette           | 12   | 12            | 0                  | 200                  | 7:15:56 +0:33:48   | 68,818 / 110,752      | célbaért                 | 700                             |
| 9        | 15       | Fred Belcher         | Knox               | Knox Automobile Company              | Knox               | Knox               | 6        | 432 / 7,08                  | barna                   | nem teljesítette           | 13   | 13            | 4                  | 200                  | 7:17:09 +0:35:01   | 68,626 / 110,443      | célbaért                 | 600                             |
| 10       | 25       | Harry Cobe           | Jackson            | Jackson Automobile Company           | Jackson            | Jackson            | 4        | 559 / 9,16                  | barna / fehér           | nem teljesítette           | 22   | 22            | 0                  | 200                  | 7:21:50 +0:39:42   | 67,899 / 109,273      | célbaért                 | 500                             |
| 11       | 10       | Gil Andersen         | Stutz              | Ideal Motor Car Company              | Stutz              | Wisconsin          | 4        | 390 / 6,39                  | szürke / fehér          | nem teljesítette           | 10   | 10            | 0                  | 200                  | 7:22:55 +0:40:47   | 67,73 / 109,001       | célbaért                 | 0                               |
| 12       | 36       | Hughie Hughes        | Mercer             | Mercer Motors Company                | Mercer             | Mercer             | 4        | 300 / 4,92                  | sárga / kék             | nem teljesítette           | 32   | 32            | 0                  | 200                  | 7:23:32 +0:41:24   | 67,63 / 108,840       | célbaért                 | 0                               |
| 13       | 30       | Lee Frayer           | Firestone-Columbus | Columbus Buggy Company               | Firestone-Columbus | Firestone-Columbus | 4        | 432 / 7,08                  | skarlátvörös / szürke   | nem teljesítette           | 26   | 26            | 0                  | 197                  | lekörözték         | lekörözték            | lekörözték, de célbaért  | 0                               |
| 14       | 21       | Howdy Wilcox         | National           | National Motor Vehicle Company       | National           | National           | 4        | 589 / 9,65                  | kék / fehér             | nem teljesítette           | 19   | 19            | 0                  | 194                  | lekörözték         | lekörözték            | lekörözték, de célbaért  | 0                               |
| 15       | 37       | Charles Bigelow      | Mercer             | Mercer Motors Company                | Mercer             | Mercer             | 4        | 300 / 4,92                  | sárgs / kék             | nem teljesítette           | 33   | 33            | 0                  | 194                  | lekörözték         | lekörözték            | lekörözték, de célbaért  | 0                               |
| 16       | 3        | Harry Endicott       | Inter-State        | Inter-State Automobile Company       | Inter-State        | Inter-State        | 4        | 390 / 6,39                  | szürke / fekete         | nem teljesítette           | 3    | 3             | 0                  | 192                  | lekörözték         | lekörözték            | lekörözték, de célbaért  | 0                               |
| 17       | 41       | Howard Hall          | Velie              | Velie Motors Corporation             | Velie              | Velie              | 4        | 334 / 5,47                  | szürke                  | nem teljesítette           | 36   | 36            | 0                  | 190                  | lekörözték         | lekörözték            | lekörözték, de célbaért  | 0                               |
| 18       | 46       | Billy Knipper        | Benz               | E. A. Moross                         | Benz               | Benz               | 4        | 444 / 7,28                  | fehér                   | nem teljesítette           | 40   | 40            | 0                  | 188                  | lekörözték         | lekörözték            | lekörözték, de célbaért  | 0                               |
| 19       | 45       | Bob Burman           | Benz               | E. A. Moross                         | Benz               | Benz               | 4        | 520 / 8,52                  | fehér                   | nem teljesítette           | 39   | 39            | 0                  | 183                  | lekörözték         | lekörözték            | lekörözték, de célbaért  | 0                               |
| 20       | 38       | Ralph Beardsley      | Simplex            | Simplex Automobile Company           | Simplex            | Simplex            | 4        | 597 / 9,78                  | piros                   | nem teljesítette           | 34   | 34            | 0                  | 178                  | lekörözték         | lekörözték            | lekörözték, de célbaért  | 0                               |
| 21       | 18       | Eddie Hearne         | Fiat               | Edward A. Hearne                     | Fiat               | Fiat               | 4        | 487 / 7,98                  | piros / fehér           | nem teljesítette           | 16   | 16            | 0                  | 175                  | lekörözték         | lekörözték            | lekörözték, de célbaért  | 0                               |
| 22       | 6        | Frank Fox            | Pope-Hartford      | Pope Manufacturing Company           | Pope-Hartford      | Pope-Hartford      | 4        | 390 / 6,39                  | piros / fehér           | nem teljesítette           | 6    | 6             | 0                  | 162                  | lekörözték         | lekörözték            | lekörözték, de célbaért  | 0                               |
| 23       | 27       | Ernest Delaney       | Cutting            | Clark-Carter Automobile Company      | Cutting            | Cutting            | 4        | 390 / 6,39                  | szürke / fekete / fehér | nem teljesítette           | 24   | 24            | 0                  | 160                  | lekörözték         | lekörözték            | lekörözték, de célbaért  | 0                               |
| 24       | 26       | Jack Tower           | Jackson            | Jackson Automobile Company           | Jackson            | Jackson            | 4        | 432 / 7,08                  | barna / fehér           | nem teljesítette           | 23   | 23            | 0                  | 145                  | lekörözték         | lekörözték            | lekörözték, de célbaért  | 0                               |
| 25       | 23       | Mel Marquette        | McFarlan           | Speed Motors Company                 | McFarlan           | McFarlan           | 6        | 377 / 6,18                  | ólomszürke / fehér      | nem teljesítette           | 20   | 20            | 0                  | 142                  | lekörözték         | lekörözték            | lekörözték, de célbaért  | 0                               |
| 26       | 42       | Bill Endicott        | Cole               | Cole Motor Car Company               | Cole               | Cole               | 4        | 471 / 7,72                  | zöld                    | nem teljesítette           | 37   | 37            | 0                  | 104                  | lekörözték         | lekörözték            | lekörözték, de célbaért  | 0                               |
| 27       | 4        | Johnny Aitken        | National           | National Motor Vehicle Company       | National           | National           | 4        | 589 / 9,65                  | kék / fehér             | nem teljesítette           | 4    | 4             | 8                  | 125                  | nem ért el a célig | nem ért el a célig    | hajtókar                 | 0                               |
| 28       | 9        | Will Jones           | Case               | Case Corporation                     | Case               | Wisconsin          | 4        | 284 / 4,65                  | piros / szürke          | nem teljesítette           | 9    | 9             | 0                  | 122                  | nem ért el a célig | nem ért el a célig    | kormányhiba              | 0                               |
| 29       | 1        | Lewis Strang         | Case               | Case Corporation                     | Case               | Wisconsin          | 4        | 284 / 4,65                  | piros / szürke          | nem teljesítette           | 1    | 1             | 0                  | 109                  | nem ért el a célig | nem ért el a célig    | kormányhiba              | 0                               |
| 30       | 7        | Harry Knight         | Westcott           | Westcott Motor Car Company           | Westcott           | Westcott           | 6        | 421 / 6,90                  | szürke                  | nem teljesítette           | 7    | 7             | 0                  | 90                   | nem ért el a célig | nem ért el a célig    | frontális baleset        | 0                               |
| 31       | 8        | †2 Joe Jagersberger  | Case               | Case Corporation                     | Case               | Wisconsin          | 4        | 284 / 4,65                  | piros / szürke          | nem teljesítette           | 8    | 8             | 0                  | 87                   | nem ért el a célig | nem ért el a célig    | frontális baleset        | 0                               |
| 32       | 35       | Herbert Lytle        | Apperson           | Apperson Brothers Automotive Company | Apperson           | Apperson           | 4        | 546 / 8,95                  | vörös / fehér           | nem teljesítette           | 31   | 31            | 0                  | 82                   | nem ért el a célig | nem ért el a célig    | baleset a bokszutcában   | 0                               |
| 33       | 19       | Harry Grant          | Alco               | American Locomotive Company          | Alco               | Alco               | 6        | 580 / 9,50                  | black                   | nem teljesítette           | 17   | 17            | 0                  | 51                   | nem ért el a célig | nem ért el a célig    | csapágyhiba              | 0                               |
| 34       | 17       | †4 Charles Basle     | Buick              | Buick Motor Company                  | Buick              | Buick              | 4        | 594 / 9,73                  | fehér / piros           | nem teljesítette           | 15   | 15            | 0                  | 46                   | nem ért el a célig | nem ért el a célig    | műszaki hiba             | 0                               |
| 35       | 5        | Louis Disbrow        | Pope-Hartford      | Pope Manufacturing Company           | Pope-Hartford      | Pope-Hartford      | 4        | 390 / 6,39                  | piros / fekete          | nem teljesítette           | 5    | 5             | 0                  | 45                   | nem ért el a célig | nem ért el a célig    | frontális baleset        | 0                               |
| 36       | 16       | †3 Arthur Chevrolet  | Buick              | Buick Motor Company                  | Buick              | Buick              | 4        | 594 / 9,73                  | fehér / piros           | nem teljesítette           | 14   | 14            | 0                  | 30                   | nem ért el a célig | nem ért el a célig    | műszaki hiba             | 0                               |
| 37       | 39       | Caleb Bragg          | Fiat               | Caleb S. Bragg                       | Fiat               | Fiat               | 4        | 487 / 7,98                  | barna                   | nem teljesítette           | 35   | 35            | 0                  | 24                   | nem ért el a célig | nem ért el a célig    | baleset a bokszutcában   | 0                               |
| 38       | 24       | Fred Ellis           | Jackson            | Jackson Automobile Company           | Jackson            | Jackson            | 4        | 355 / 5,82                  | barna / fehér           | nem teljesítette           | 21   | 21            | 0                  | 22                   | nem ért el a célig | nem ért el a célig    | kigyulladt               | 0                               |
| 39       | 34       | Teddy Tetzlaff       | Lozier             | Lozier Motor Company                 | Lozier             | Lozier             | 4        | 544 / 8,91                  | fehér / piros           | nem teljesítette           | 30   | 30            | 0                  | 20                   | nem ért el a célig | nem ért el a célig    | frontális baleset        | 0                               |
| 40       | 44       | Arthur Greiner       | Amplex             | Simplex Motor Car Company            | Amplex             | Amplex             | 4        | 443 / 7,26                  | piros / fehér           | nem teljesítette           | 8    | 8             | 0                  | 12                   | nem ért el a célig | nem ért el a célig    | baleset a második körben | 0                               |